# Keuringsdienst van Waarde
Keuringsdienst van Waarde (en neerlandès Servei d'Inspecció de Valor) és un programa de televisió de sobre consum dels Països Baixos de la productora Dahl TV, que emet la cadena KRO-NCRV, després que s'unissin RVU, NTR i KRO. El programa proporciona una visió detallada de la producció d'aliments i d'altres productes de consum i intenta rebatre els disbarats que se senten en aquesta àrea.
El títol del programa és un joc de paraules amb el nom de l'ex agència Servei d'Inspecció d'Aliments (Keuringsdienst van Waren), que el 2002 es va fusionar amb l'Autoritat Neerlandesa de Seguretat dels Productes Alimentaris i de Consum (Nederlandse Voedsel- en Warenautoriteit).

## Format
Cada episodi de Keuringsdienst van Waarde tracta sobre un tema diferent. Al començar un episodi, els empleats del programa, que actuen com a consumidors ingenus però persistents, truquen al departament d'informació al consumidor de les empreses. El programa mostra una selecció de les converses en què es proporciona informació generalment confusa o incorrecta. Posteriorment, els presentadors fan un informe sobre el que ells mateixos van anar a investigar, en què per una banda s'investiga el procés de producció industrial (visites a una fàbrica) i d'altra banda s'explica el procés artesanal (discussions amb forners, carnissers i altres experts).
Alguns productes, com la carn i el formatge, van tornar diverses vegades. De vegades, la discussió d'un producte produïa tant material que se li dedicaven dos episodis (contigus o no).

### Acció contra l'esclavitud del cacau
El programa va emprendre accions contra l'esclavitud a la indústria del cacau amb l'acció Steun Teun. Al final, Keuringsdienst van Waarde va actuar pel seu compte i va fer una barra de xocolata "lliure d'esclaus", Tony's Chocolonely. La RVU va ser multada amb 20.000 euros pel Commissariaat voor de Media per publicitat no autoritzada de la nova marca de xocolata.

## Polèmiques
El programa provoca commoció regularment. El 2002 al començament del programa, hi va haver un conflicte amb la Keuringsdienst van Waren. Aquesta última va intentar prohibir el programa o el títol perquè provocaria confusions; tanmateix no va tenir èxit. Moltes persones preocupades també van cridar la Nederlandse Voedsel- en Warenautoriteit el 2009 per respondre a l'episodi sobre el contingut de ferro als corn flakes.

## Kinderen van de Keuringsdienst
El 2008 i el 2009 es van presentar diversos episodis per a nens, sota el títol De Kinderen van de Keuringsdienst. El mètode de treball d'aquesta versió era el mateix que el del programa Keuringsdienst van Waarde.

## Premis
- 2008: Premi Ondas, menció especial del jurat[4]
- 2008: tercer premi al millor format internacional (Canes)
- 2009: Silver Spoon per l'episodi Mandarijn durant el Food Film Festival a Nova York.[5]